# Лаотоја
Лаотоја (грч. Λαοθόη) је у грчкој митологији било име више личности.

## Етимологија
Име Лаотоја има значење „камен који јури“.

## Митологија
- Према Аполодору, била је једна од кћерки Теспија и Мегамеде, која је са Хераклом имала сина Антифа.[2]
- У Хомеровој „Илијади“, била је локриђанска принцеза, кћерка Алтеја, краља Лелега, која је са Пријамом имала синове Ликаона и Полидора.[2] Према неким изворима, Лаотоја је била Пријамова наложница и њен отац је био војсковођа из Педаса. Пријаму је то обезбедило савезника у тројанском рату.[3]
- Идмонова супруга и Тесторова мајка.[4]